# Hal Yamanouchi
Haruhiko Yamanouchi, detto Hal (山内 春彦?; Tokyo, 20 aprile 1946), è un attore, mimo, ballerino, doppiatore, coreografo e stuntman giapponese naturalizzato italiano, particolarmente attivo nel cinema e nel doppiaggio in Italia.

## Biografia
Laureato in lingua e letteratura angloamericana presso l'Università di Tokyo degli Studi Esteri, durante gli anni universitari inizia a studiare mimo (con Hironobu Oikawa e V. Mehring, entrambi allievi di Étienne Decroux), danza e teatro sperimentale. Nel 1971 si trasferisce a Londra, dove lavora come linguista e continua la sua formazione teatrale, incontrando mimi, come Jack Trager, Ronald Wilson e Lindsay Kemp e la danzatrice Surya Kumari, fra gli altri. A Londra si unisce al The Red Buddha Theatre, diretto da Stomu Yamashta, inoltre lavora come mimo-danzatore al Round House, al Piccadilly Theatre e in tournée europee.
Dal 1975 si stabilisce in Italia e nel 1992 ottiene la cittadinanza italiana. Negli anni settanta partecipa, con spettacoli di mimo-danza, in cui combina tecniche orientali e occidentali, al Festival Internazionale di mimo e pantomima a Firenze, a Settembre al Borgo a Caserta, al Festival di mimo e teatrodanza a Viterbo. È inoltre ospite fisso di alcuni programmi televisivi Rai come Circostudio, Concertazione, Stryx e C'era due volte. Ha fondato insieme ad Aurelio Gatti l'associazione Mimo-danza Alternativa, poi rinominata MDA Produzioni Danza.
È stato premiato come giovane interprete da Gli amici della musica di Novara, ha ottenuto il premio Guido Monaco come danzatore nel gruppo I danzatori scalzi diretto da Patrizia Ceroni, il premio Colpo di Scena come attore nel ruolo di Ariel ne La tempesta diretto da Tato Russo, come performatore alla 1° rassegna internazionale performer & performance a Castelgiuliano e come doppiatore al Festival del Cinema di Acquappesa sul Doppiaggio per il suo doppiaggio di Ken Watanabe, nel ruolo di Kazumoto in L'ultimo samurai. Altro celebre lavoro in sede di doppiaggio è nel film Inception di Nolan, dove torna a doppiare Watanabe nel ruolo del signor Saito.
Come coreografo ha curato i movimenti di opere liriche e di spettacoli di prosa per Mauro Bolognini (Turandot di Puccini), Andrea Camilleri (Majakovskij, il Trucco e l'Anima), Giancarlo Cobelli (Turandot di Puccini, L'illusion Comique di Corneille), Glauco Mauri (Macbeth di Giuseppe Verdi, La tempesta e Re Lear di William Shakespeare), Mario Missiroli (Il viaggio di Uliva, La bottega del caffè di Goldoni), Giuliano Montaldo (Turandot di Puccini, Attila di Verdi), Luca Ronconi (Re Lear), Maurizio Scaparro (Enrico IV di Pirandello), Antonio Calenda (Giulio Cesare di Shakespeare) e Renzo Giacchieri (Madama Butterfly e Turandot di Puccini), per i maggiori teatri di prosa e di opera lirica.
In qualità di didatta ha collaborato come insegnante con l'Accademia Nazionale d'Arte Drammatica "Silvio D'Amico", l'Emilia-Romagna teatro, il gruppo di mimi del Teatro dell'Opera di Roma, il corso di formazione dei registi organizzato dal Teatro di Roma e quelli dei mimi organizzati dal Teatro Carlo Felice e dal Dance Center di Livorno), fra gli altri. Ha condotto per enti diversi numerosi seminari per mimi, danzatori e attori, sui temi d'improvvisazione, dei movimenti spontanei e della recitazione con l'approccio cinestesico.

Hal Yamanouchi con Adriano Celentano in Joan Lui - Ma un giorno nel paese arrivo io di lunedì (1985)

Ha lavorato come attore in film e telefilm italiani come Nirvana, Joan Lui - Ma un giorno nel paese arrivo io di lunedì, La partita e americani come Robot Jox e The Way Back; nel 2010 è il protagonista del film Tarda Estate, mentre nel 2013 recita in Wolverine - L'immortale nel ruolo dell'antagonista Ichirō Yashida, alias Silver Samurai, doppiando sia sé stesso che il giovane Ken Yamamura nell'edizione italiana del film. Ha tradotto numerosi film giapponesi di Kenji Mizoguchi, Yasujirō Ozu, Shōhei Imamura, Seijun Suzuki, Nagisa Ōshima in italiano, molti dei quali sono stati trasmessi in Fuori orario su RaiTre, e alcuni film e telefilm italiani in giapponese. Ha scritto numerosi articoli sulla rivista giapponese COMEVA e alcune voci su Enciclopedia sui fatti italiani (Maruzen).

## Vita privata
È padre del rapper e attore Taiyo Yamanouchi, noto come Hyst.

## Filmografia

### Attore

#### Cinema
- Fantozzi, regia di Luciano Salce (1975)
- Frittata all'italiana, regia di Alfonso Brescia (1976)
- Emanuelle e gli ultimi cannibali, regia di Joe D'Amato (1977)
- Sabato, domenica e venerdì, regia di Castellano e Pipolo, Pasquale Festa Campanile, Sergio Martino (1979)
- Sono fotogenico, regia di Dino Risi (1980)
- Arrivano i gatti, regia di Carlo Vanzina (1980)
- Mia moglie torna a scuola, regia di Giuliano Carnimeo (1981)
- Delitto al ristorante cinese, regia di Bruno Corbucci (1981)
- Sangraal, la spada di fuoco, regia di Michele Massimo Tarantini (1982)
- Sing Sing, regia di Sergio Corbucci (1983)
- Anno 2020 - I gladiatori del futuro, regia di Joe D'Amato (1983)
- I paladini: storia d'armi e d'amori, regia di Giacomo Battiato (1983)
- Endgame - Bronx lotta finale, regia di Joe D'Amato (1983)
- 2019 - Dopo la caduta di New York, regia di Sergio Martino (1983)
- I guerrieri dell'anno 2072, regia di Lucio Fulci (1984)
- Joan Lui - Ma un giorno nel paese arrivo io di lunedì, regia di Adriano Celentano (1985)
- Anche lei fumava il sigaro, regia di Alessandro Di Robilant (1985)
- Lone Runner - Lo scrigno dei mille diamanti, regia di Ruggero Deodato (1986)
- 7 chili in 7 giorni, regia di Luca Verdone (1986)
- Interzone, regia di Deran Sarafian (1987)
- Sotto il ristorante cinese, regia di Bruno Bozzetto (1987)
- Un delitto poco comune, regia di Ruggero Deodato (1988)
- Treno di panna, regia di Andrea De Carlo (1988)
- La partita, regia di Carlo Vanzina (1988)
- Sinbad of the Seven Seas, regia di Enzo G. Castellari e Luigi Cozzi (1988)
- Bangkok... solo andata, regia di Fabrizio Lori (1989)
- Robot Jox, regia di Stuart Gordon (1990)
- Blue Dolphin - L'avventura continua, regia di Giorgio Moser (1990)
- Un orso chiamato Arturo, regia di Sergio Martino (1992)
- Graffiante desiderio, regia di Sergio Martino (1993)
- I magi randagi, regia di Sergio Citti (1996)
- Nirvana, regia di Gabriele Salvatores (1997)
- Il tocco - La sfida, regia di Enrico Coletti (1997)
- Banzai, regia di Carlo Vanzina (1997)
- Il pesce innamorato, regia di Leonardo Pieraccioni (1999)
- Tutti gli uomini del deficiente, regia di Paolo Costella (1999)
- Incontri di primavera, regia di Anna Brasi (2000)
- Tutta la conoscenza del mondo, regia di Eros Puglielli (2001)
- Last Food, regia di Daniele Cini (2004)
- Movimenti, regia di Claudio Fausti (2004)
- Le avventure acquatiche di Steve Zissou (The Life Aquatic with Steve Zissou), regia di Wes Anderson (2004)
- Tutte le donne della mia vita, regia di Simona Izzo (2007)
- Questa notte è ancora nostra, regia di Paolo Genovese e Luca Miniero (2008)
- La rabbia, regia di Louis Nero (2008)
- Push, regia di Paul McGuigan (2009)
- Tarda estate, regia di Marco De Angelis e Antonio Di Trapani (2010)
- Gorbaciof, regia di Stefano Incerti (2010)
- The Way Back, regia di Peter Weir (2010)
- Vento di Sicilia, regia di Carlo Fusco (2012)
- Wolverine - L'immortale (The Wolverine), regia di James Mangold (2013)
- Niente può fermarci, regia di Luigi Cecinelli (2013)
- Un boss in salotto, regia di Luca Miniero (2014)
- Al posto tuo, regia di Max Croci (2016)
- Bugday, regia di Semih Kaplanoğlu (2017)
- The Slider, regia di Carlo Fusco (2017)
- Addio fottuti musi verdi, regia di Francesco Capaldo (2017)
- Zoolander 2, regia di Ben Stiller
- San Valentino Stories, regia di Antonio Guerriero, Emanuele Palamara e Gennaro Scarpato (2018)
- La fuitina sbagliata, regia di Mimmo Esposito (2018)
- They Talk, regia di Giorgio Bruno (2021)
- Medium, regia di Massimo Paolucci (2021)
- La terra delle donne, regia di Marisa Vallone (2023)
- Diabolik - Chi sei?, regia dei Manetti Bros. (2023)
- Iron Fighter, regia di Claudio Del Falco (2024)
- Il ladro di stelle cadenti, regia di Francisco Saia (2024)
- Milarepa, regia di Louis Nero (2025)

#### Televisione
- Cristoforo Colombo, regia di Alberto Lattuada – miniserie TV (1985)
- Atelier, regia di V. Molinari – miniserie TV (1986)
- I figli dell'ispettore, regia di Aldo Lado – film TV (1986)
- Tutti in Palestra, regia di Vittorio De Sisti – miniserie TV (1987)
- L'isola del tesoro, regia di Antonio Margheriti – miniserie TV (1987)
- Una casa a Roma, regia di Bruno Cortini – film TV (1988)
- La casa delle anime erranti, regia di Umberto Lenzi – film TV (1989)
- Un inviato molto speciale – serie TV (1992)
- Casa dolce casa, regia di Beppe Recchia – sitcom (1992)
- Italian Restaurant – serie TV (1994)
- L'elefante bianco, regia di Gianfranco Albano – miniserie TV (1998)
- Ombre, regia di Cinzia TH Torrini – miniserie TV (1999)
- L'impero, regia di Lamberto Bava – miniserie TV (2001)
- Don Matteo – serie TV, episodio 2x12 (2001)
- Angels in America, regia di Mike Nichols (2003)
- Incantesimo, regia di Tomaso Sherman – soap opera TV (2004)
- La squadra – serie TV (2005)
- La moglie cinese, regia di Antonello Grimaldi – miniserie TV (2006)
- L'ispettore Coliandro – serie TV, episodio 1x02 (2006)
- Intelligence - Servizi & segreti – serie TV (2009)
- Ho sposato uno sbirro 2, regia di A.Barzini – serie TV (2010)
- Rex – serie TV, episodio 3x11 (2011)
- Dove la trovi una come me?, regia di Giorgio Capitani – miniserie TV (2011)
- Il bosco, regia di Eros Puglielli – miniserie TV (2015)
- Squadra mobile - Operazione mafia capitale – serie TV, episodio 2x01 (2017)
- The Decameron – serie TV (2024)

#### Cortometraggi
- Nell'acqua, regia di Duras (1985)
- Mushipicnic, regia di Paolo Scarfò (2008)
- Voci di rugiada, regia di Marco De Angelis e Antonio Di Trapani (2008)
- Al servizio del cliente, regia di Beppe Tufarulo (2010)

## Radio
- Nuvola Rossa in Tex - Mefisto!, regia di Armando Traverso (Rai Radio 2, 2012)

## Doppiaggio

### Cinema
- Ken Watanabe ne L'ultimo samurai, Batman Begins, Inception, Godzilla, Pokémon: Detective Pikachu, Godzilla II - King of the Monsters, The Creator
- Togo Igawa ne Il riccio, Mamma Mia! Ci risiamo
- Hiroyuki Sanada in Speed Racer, Bullet Train
- Kōji Yakusho in Seta
- Toshiyuki Nishida in The Ramen Girl
- Gerald Hokamura in G.I. Joe - La nascita dei Cobra
- Peter Leung ne Il Grinta
- Bing Yin in Paulette
- Ken Yamamura in Wolverine - L'immortale
- Michael Yama in Scemo & + scemo 2
- Denis Akiyama in Pixels
- Yoshi Oida in Silence
- Tzi Ma in Arrival
- Yutaka Takeuchi in USS Indianapolis
- Paul Nakauchi in Death Note - Il quaderno della morte
- Phil Nee in Ricomincio da me
- Etsushi Toyokawa in Midway
- Tsuyoshi Ihara in Viaggio in Giappone

### Film d'animazione
- Floyd Aquila-san in Cattivissimo me 2
- Bernie Lumen in Elemental

### Televisione
- Cary-Hiroyuki Tagawa in L'uomo nell'alto castello
- Voce ufficiale degli spot Suzuki Italia dal 2019

### Videogiochi
- Goro Takemura in Cyberpunk 2077[1]

### Documentari
- Fukushima: A Nuclear Story (doppiaggio italiano e inglese)[2]